# Stieglitzberg
Der Stieglitzberg ist eine Erhebung im Norden von Obernaundorf und im Südosten der sächsischen Stadt Freital.

## Lage und Umgebung
Als höchster Punkt des Stieglitzbergs wird die Weggabelung vom Weg zwischen Obernaundorf und Niederhäslich und dem parallel zur Ortschaft Obernaundorf führenden Feldweg gesehen. Westlich geht das Gelände in die Ausläufer des Wachtelbergs und grenzt an den Bach die Gruben, östlich geht es in den Poisenwald über. Südlich grenzt das Gelände an die Ortschaft Obernaundorf, nördlich grenzt er an den Bach Heulborngraben.

## Geschichte
Die erste Nennung befindet sich auf der von Matthias Öder angefertigten Karte aus dem Jahre 1607, wo er als „Stikelsbergk“ geschrieben wurde. Der Name des Berges geht auf das Betreiben von Vogelfängern zurück, welche im Umfeld des Berges ihre Fangnetze zum Einfangen von Stieglitzen aufspannten. Über den Berg geht der alte Verbindungsweg zwischen den Ortschaften Niederhäslich und Obernaundorf, an welchem an der Weggabelung am Weg Zum Poisenwald eine Sandsteinwegsäule vom Ende des 19. Jahrhunderts auf 240,9 m ü. NHN steht, an demselben Weg steht am oberen Waldausgang ein Gemeindegrenzstein aus dem Jahre 1886. Im Jahre 1877 bestand am Berg noch ein dichter Wald. Im 20. Jahrhundert wurden der Wald gerodet und Felder angelegt, die ehemaligen Niederhäslicher Felder am Berg sind nach 1960 als Wiesen zu Viehweiden umgenutzt und später teils zu einem Mischwald bepflanzt wurden.

## Landschaftsschutz
Der Stieglitzberg liegt inmitten dem nach §26 BNatSchG am 4. Juli 1974 ernannten Landschaftsschutzgebiet Poisenwald.